# Maxim Grecul

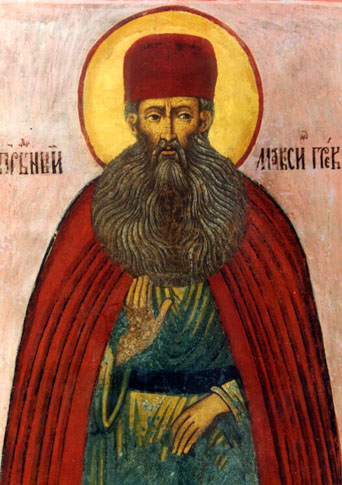
Maxim Grecul, într-o pictură murală la o biserică din Iaroslavl

Mihail Trivolis (în greacă Μιχαήλ Τρίβολης, în rusă Михаил Триволис, n. 1475, Arta, Epir, Grecia – d. 21 ianuarie 1556, Troițe-Sergieva lavra⁠(d), Moscova, Rusia), cunoscut și ca Maxim Grecul, a fost un călugăr umanist rus de origine greacă.
S-a afirmat și ca filozof, scriitor și cărturar. A fost considerat un adevărat luminator și reformator al poporului rus. A scris peste 150 de lucrări de o mare diversitate, de la comentarii de texte sacre până la exemplificări poetice. Se remarcă stilul de elevată armonie și eleganță, prin care a contribuit la modelarea artistică a limbii literare ruse.
A fost canonizat de Biserica Ortodoxă, care îl cunoaște ca Sfântul Maxim Grecul sau ca Sfântul Maxim Aghioritul (sau Vatopedinul).